# Manuchehr

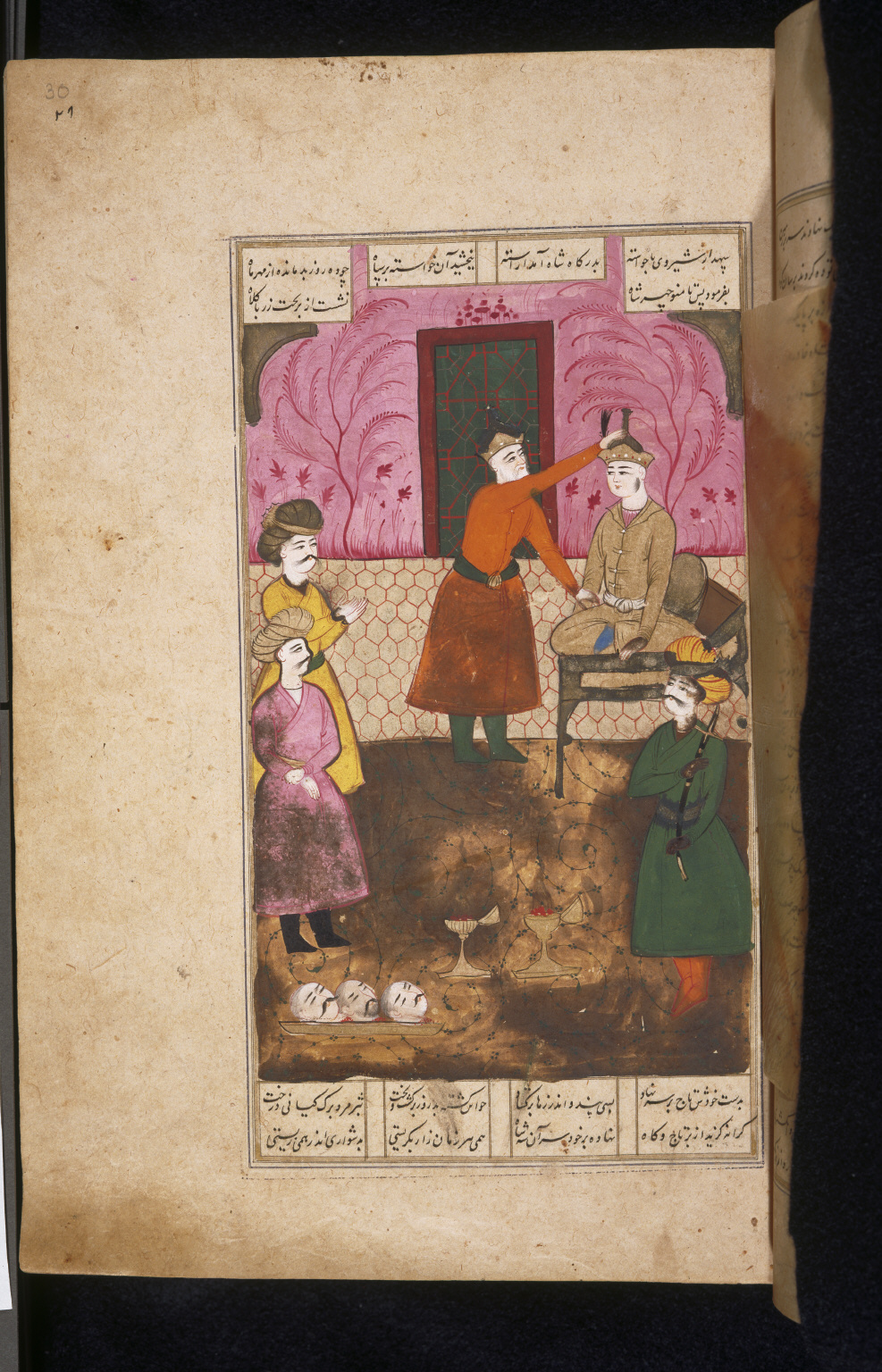
Manuchehr op zijn troon. Oud Perzisch manuscript, c. 8e eeuw

Manuchehr (Perzisch:منوچهر, Mana-chehreh, open gezicht) is een mythische sjah uit de Sjahnama van de dichter Ferdowsi (10e eeuw). Manuchehr is de zoon van de dochter van Mah-Afarid, die een vrouw was uit Irajs harem en hij is zo een achterkleinzoon van Fereidoen. Zijn vader was Pashang, de zoon van Zadsham. Manuchehr neemt wraak op Tur en Salm, de moordenaars van hun jongere broer Iraj en zendt hun hoofden naar hun vader Fereidoen. Manuchehr neemt de Perzische kroon over van Fereidoen, leeft honderdtwintig jaar en wordt door zijn zoon Nozar opgevolgd.
Manuchehr wordt door de sjah Fereidoen opgevoed en tot prins verheven. Als Salm en Tur horen, dat er een nieuwe, Perzische  kroonpretendent is, willen ze hun vader om vergiffenis smeken. Ze zeggen spijt te hebben van de moord op hun broer Iraj. Fereidoen gelooft niet in de oprechtheid van hun smeekbede en Salm en Tur verzamelen hun legers uit China en het Westen om naar Iran op te trekken. Het Perzische leger vertrekt met Qaren als aanvoerder en driehonderdduizend ruiters uit de stad Tammisheh. Voorbij de bossen van Narvan bereikt het leger een open vlakte in Turan. Sam en Qobad, Qarens broer, leiden de rechtervleugel, Karshasp voert de linkerflank aan en Manuchehr en zijn vizier Sarv, de koning van de Yemen, voeren met Qaren het bevel over het centrum. Er vinden drie veldslagen in twee dagen plaats, want 's nachts probeert Tur met honderdduizend man de Perzen te verrassen. Manuchehr is door spionnen op de hoogte van het plan en kan de Turaniërs terug drijven en Tur, de koning van China, met een speer in de rug raken. Manuchehr slaat Tur het hoofd af en stuurt dit naar Fereidoen op. Salm wil zich terugtrekken in een kasteel van de Alanen, maar Qaren is hem voor en dringt het kasteel met Turs zegelring binnen. Als de volgende dag Shirui verschijnt met Perzische troepen wordt het kasteel in brand gestoken en komen twaalfduizend vijanden om het leven.
De Arabier Kakui, een kleinzoon van Zahhak, trekt vanuit Dezh Hukht Gang (Jeruzalem) met honderdduizend man op tegen de Perzen, maar hij wordt door Manuchehr uit het zadel gelicht en verslagen. Salm, de koning van het Westen, tracht te ontkomen, maar Manuchehr haalt hem in, slaat hem het hoofd af en stuurt ook dit naar Fereidoen. Het vijandelijke leger geeft zich nu over.
Manuchehr vertrekt met zijn Perzen naar Tammisheh en Fereidoen komt hem van de Zee van Gilan richting Sari tegemoet. Als ze elkaar weerzien geeft Fereidoen zijn kroon over aan Manuchehr.
Als Manuchehr hoort, dat Sam zijn zoon Zal heeft opgehaald uit het nest van de Simurgh, stuurt hij zijn zoon Nozar om hen uit te nodigen. Hij verheft Sam tot heer van Kabol, Danbar, Mai, India, de Chinese Zee tot de Zee van Send en van Zavolestan (Z-Afghanistan) tot Bost. Zal huwt Rudabeh, de dochter van Mehrab en zijn echtgenote Sindokt en weldra wordt de grote, Perzische held Rostam geboren. Na honderdtwintig jaar te hebben geleefd, geeft Manuchehr de Perzische kroon door aan zijn zoon Nozar.